# Bruno de Monès
Bruno de Monès est un photographe français, né le 11 février 1952 à Orléans, connu pour ses portraits en noir et blanc d'artistes et d'intellectuels comme Klaus Kinski, Charles Aznavour, Salvador Dalí, Gilles Deleuze, Michel Foucault ou Claude Lévi-Strauss.

## Biographie
Après avoir passé son adolescence à Casablanca (Maroc), Bruno de Monès gagne Paris au début des années 1970.
Il devient l'assistant du photographe de mode Jean Clemmer, puis intègre en 1976 le service audiovisuel de la société Charles
of the Ritz / Parfums Yves Saint Laurent comme photographe et assistant réalisateur. C'est à cette époque qu'il prend l'initiative de faire des portraits de personnalités du monde des arts et qu'il réalise un de ses portraits les plus renommés (Klaus Kinski, 1977).
Ces images en noir et blanc au contraste marqué recherchent, à travers des mises en scène intimistes, des tonalités inquiétantes et parfois fantastiques. Ces traits sont la marque des travaux du photographe. Ses photos font l'objet d'une première exposition à l'espace Canon (Les Yeux du miroir, Paris, 1980).

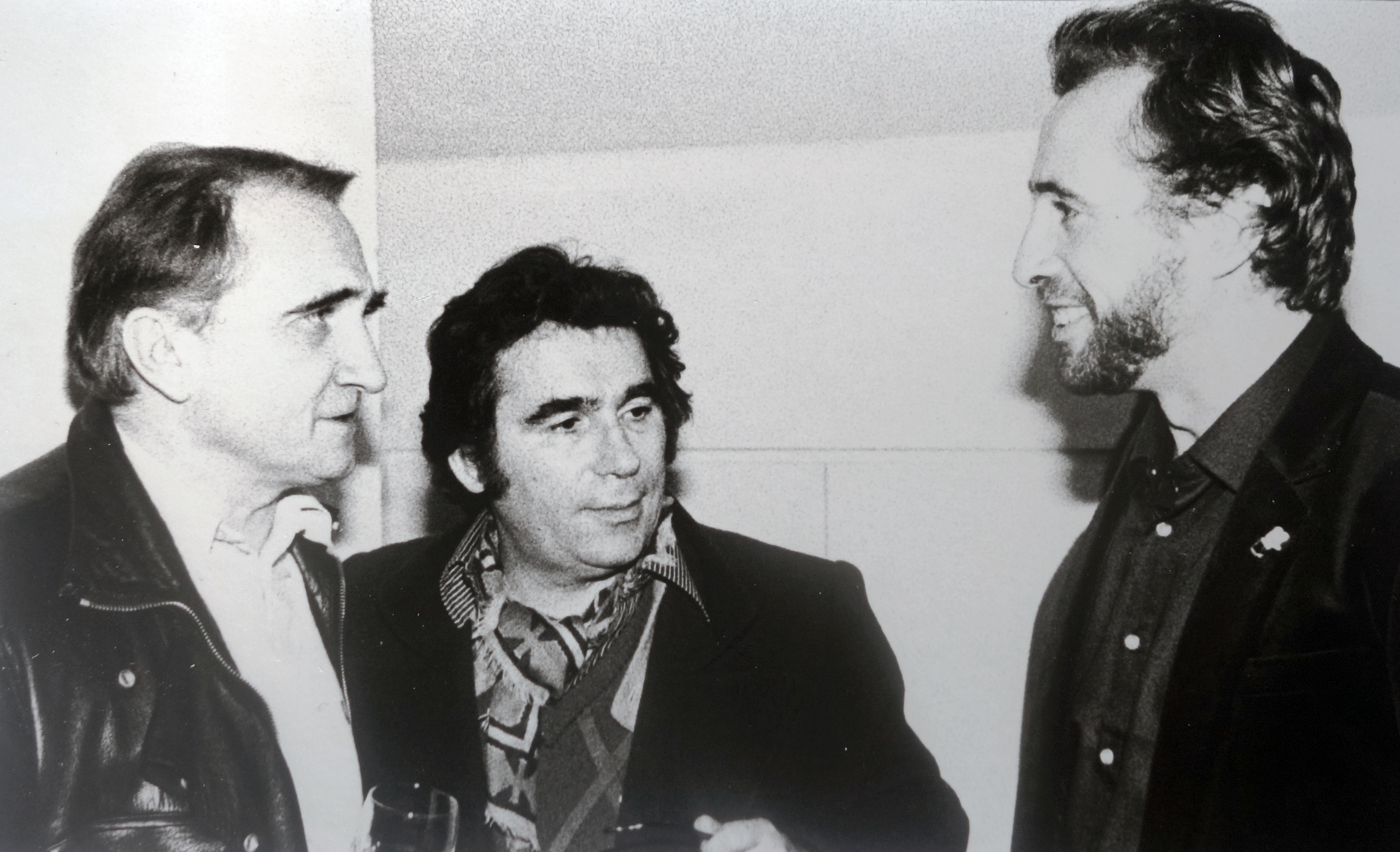
1980 - Bruno de Monès (droite) en compagnie de Michel Magne (gauche) et Claude Nougaro (centre).

En 1983, il rencontre Léo Malet et tous deux deviennent amis. Léo Malet encourage et aide Bruno de Monès à publier son premier album de photographies, Visages connus, Faces cachées, paru la même année.
Jusqu'aux années 1990, il collabore avec la presse et devient l'un des photographes attitrés du Magazine littéraire. Il accomplit par ce biais des portraits reconnus de nombreux intellectuels ou écrivains (cf. exemples dans la section Travaux notables).
Il aborde également les domaines de la publicité et de la mode avec des travaux essentiellement publiés au Japon.
En 1994, il est l'un des membres fondateurs du mois off de la photo à Paris.
En 2010, sous l'égide de la Mairie de Paris et du Comité quartier latin, et avec le soutien du Théâtre de l'Odéon, une rétrospective lui est consacrée. Plus de 100 portraits sont exposés sous les arcades du théâtre et dans les rues du quartier.
Depuis les années 1980 jusqu'à nos jours, les œuvres de Bruno de Monès sont publiées dans de nombreux journaux et magazines français. À l'étranger, le photographe est également fréquemment publié en Europe, Amérique et Asie.
Depuis 2010, il travaille à des projets scénaristiques.

## Travaux notables
Quelques photographies notables :
- Klaus Kinski, 1977
- Serge Gainsbourg, 1978
- Françoise Hardy, 1978
- Burt Lancaster, 1979
- Michel Foucault, 1984
- Claude Lévi-Strauss, 1985
- Gilles Deleuze, 1988
- Jean Nouvel, 1991

Mode : Brochure de mode de prestige pour la ligne de vêtements Be Released (Tokyo, 1986)
Publicité :
- Campagne d'affichage 4x3 pour les concerts de Claude Nougaro à Paris (Olympia) et en province, et réalisation de deux couvertures de disques du chanteur (dont l'album Chansons nettes), 1981
- Campagne publicitaire (presse et affichage) Paco Rabanne pour le Japon en 1987

Intervention dans les médias :
- Interventions au Pop-Club de José Artur (France Inter) entre 1978 et 1993
- Le Barbier de nuit (Europe 1) en compagnie de Léo Malet

## Expositions notables
- Le Bistrot d'Isa, Paris, septembre 1977
- Les Yeux du miroir, Espace Canon à Paris, 1980
- Objectif Mode avec Thierry Arditti, Cynthia Hampton, Paolo Calia et Satoshi, Galerie Viviane Esders à Paris, 1988
- Gueules de Stars (avec Eddy Brière), Galerie-Librairie le 29 à Paris, 2010[11]
- Exposition de 100 portraits de Bruno de Monès au Théâtre de l’Odéon (et autour), rétrospective à Paris, 2010[12]
- Galerie Intuiti, Paris, 2014